# 舊猶太會堂 (埃森)
舊猶太會堂（德語：Alte Synagoge）位於埃森，是德國戰前規模最大、保存最好且建築最具特徵的猶太建築之一。這座猶太會堂地處埃森市中心，拜占庭風格的原始建築竣工於1913年，最初名為新猶太會堂（Neue Synagoge）。現在舊猶太會堂內設有機構，致力於記錄和宣傳埃森前猶太社區的歷史。
舊猶太會堂在1938年水晶之夜時期遭到嚴重破壞，但幸運的在二戰中避開了空襲破壞。被毀壞的內部在戰後完全重新設計，在1960年成為工業設計博物館。出於對歷史的保護，其在1980年代再次進行修復，恢復原始設計，並為其改為紀念中心和博物館做準備。2011年開始，該建築和附屬的拉比之家（Rabbinerhaus）一直是薩羅蒙·路德維希·施泰因海姆研究所的所在地。

## 建築歷史

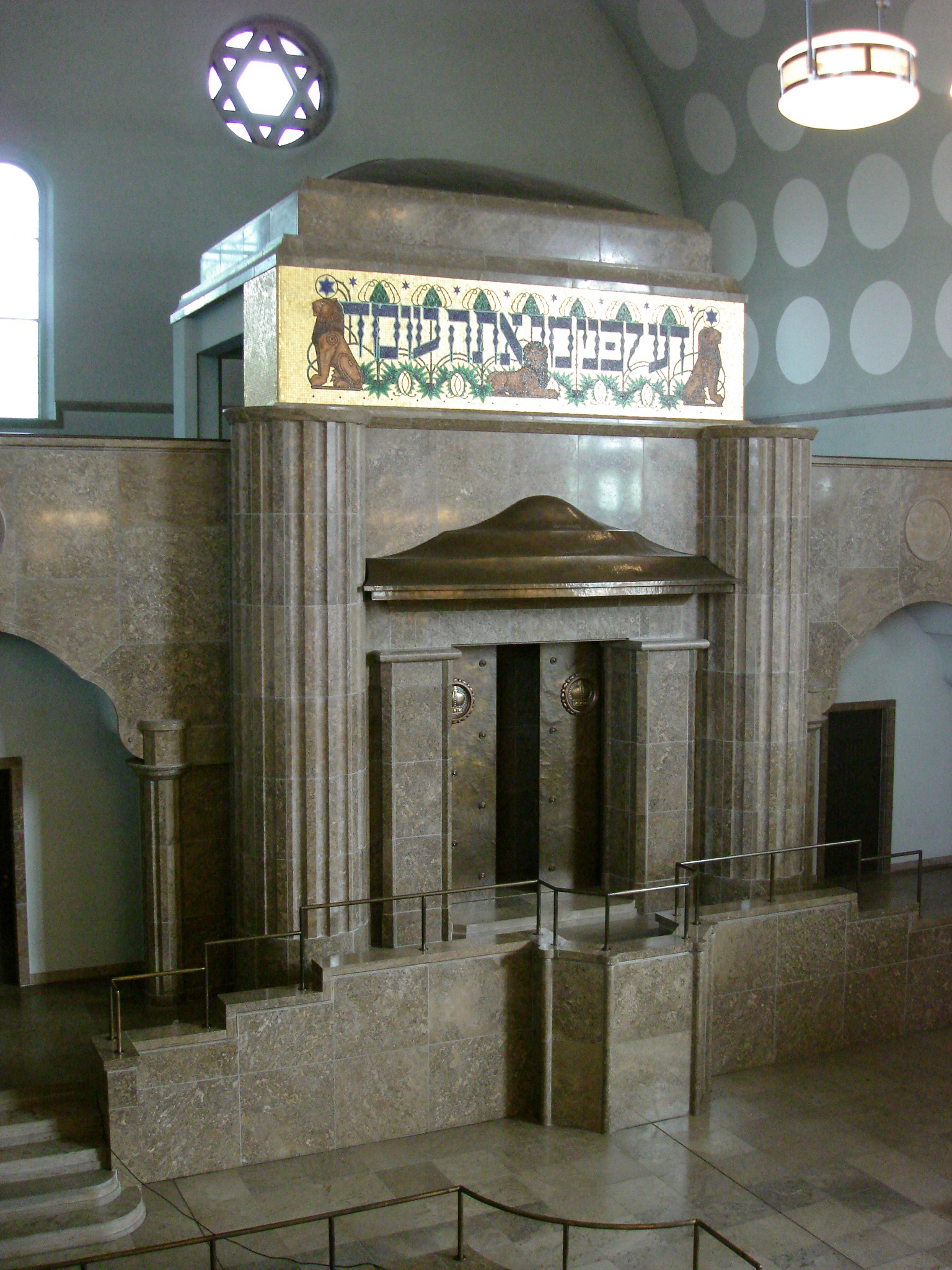
舊猶太會堂的妥拉櫃

19世紀初期，隨著更多猶太人家庭移民埃森，這裡在1858年成立了一個猶太人社區。改革派人士薩羅蒙·薩繆爾在1894年被任命為拉比。隨著猶太人社區的發展，他決定在市中心修建一座新的大型猶太會堂，並成為猶太教在德國社會重要性的象徵。建築家埃德蒙·科納被任命為猶太會堂的設計者。他設計了一座大型拜占庭風格的石質建築，頂部是銅質圓頂。猶太會堂的內部受到青年風格的影響，使用了帶有金色裝飾的深藍色瓷磚。薩羅蒙·薩繆爾為內部裝飾提供了指導，以反映猶太傳統。這座猶太會堂是德國最大的猶太會堂之一。前後長70公尺、寬30公尺、圓頂高37公尺。1913年9月25日，該猶太會堂以「新猶太會堂」的名稱啟用，並扮演社區的文化和社會中心角色長達25年。1933年時，猶太會堂有成員約4,500人。
納粹主義者在1933年掌權之後，德國的反猶政策日趨嚴苛，並在1938年11月9日至10日的水晶之夜達到高潮。這一天猶太人擁有的企業和猶太會堂遭到攻擊，許多都被燒毀。舊猶太會堂亦被縱火，內部被燒毀，但外觀幾乎保存完好。雖然埃森在第二次世界大戰中遭到嚴重轟炸，但舊猶太會堂的建築在二戰中倖存，未被進一步破壞。
1945年至1959年期間，這座前猶太會堂處於被廢棄狀態。1959年，倖存的猶太人社區開始使用拉比之家作為他們新的中心，並新建了一座小得多的猶太會堂，也是當地猶太人社區現在的禮拜場所。同年埃森市政府收購了舊猶太會堂，並在1960年至1961年將其改建為工業設計博物館（Haus Industrieform）。建築內部因此進行了改建，以適應新用途。1979年，一場短路引發的火災嚴重破壞了博物館。這一事件以及對歷史建築態度的轉變促使埃森市議會成立舊猶太會堂機構，將這一年中作為歷史和政治記錄中心使用。1986年至1998年，在北莱茵-威斯特法伦政府的資金提供下，整座建築得到修復，建築得以恢復原貌。

## 現在的猶太會堂
1988年，埃森市議會決定在舊猶太會堂設立一個猶太文化中心和紀念碑，並開設新的展示區。建築物南側的街道被改道，以設立埃德蒙·科納廣場。2010年7月13日，當地政府舉辦開幕式。現在舊猶太會堂除了舉辦有關猶太人文化和宗教的展覽及活動，並且也舉辦音樂會、戲劇、朗讀和其它文化活動。
1988年開始，薩羅蒙·路德維希·施泰因海姆研究所持續研究德語世界的猶太人文化、宗教和文學歷史。2011年5月，該機構遷入埃森的拉比之家，並和杜塞爾多夫大學舉辦共同研究和教學。

## 畫廊

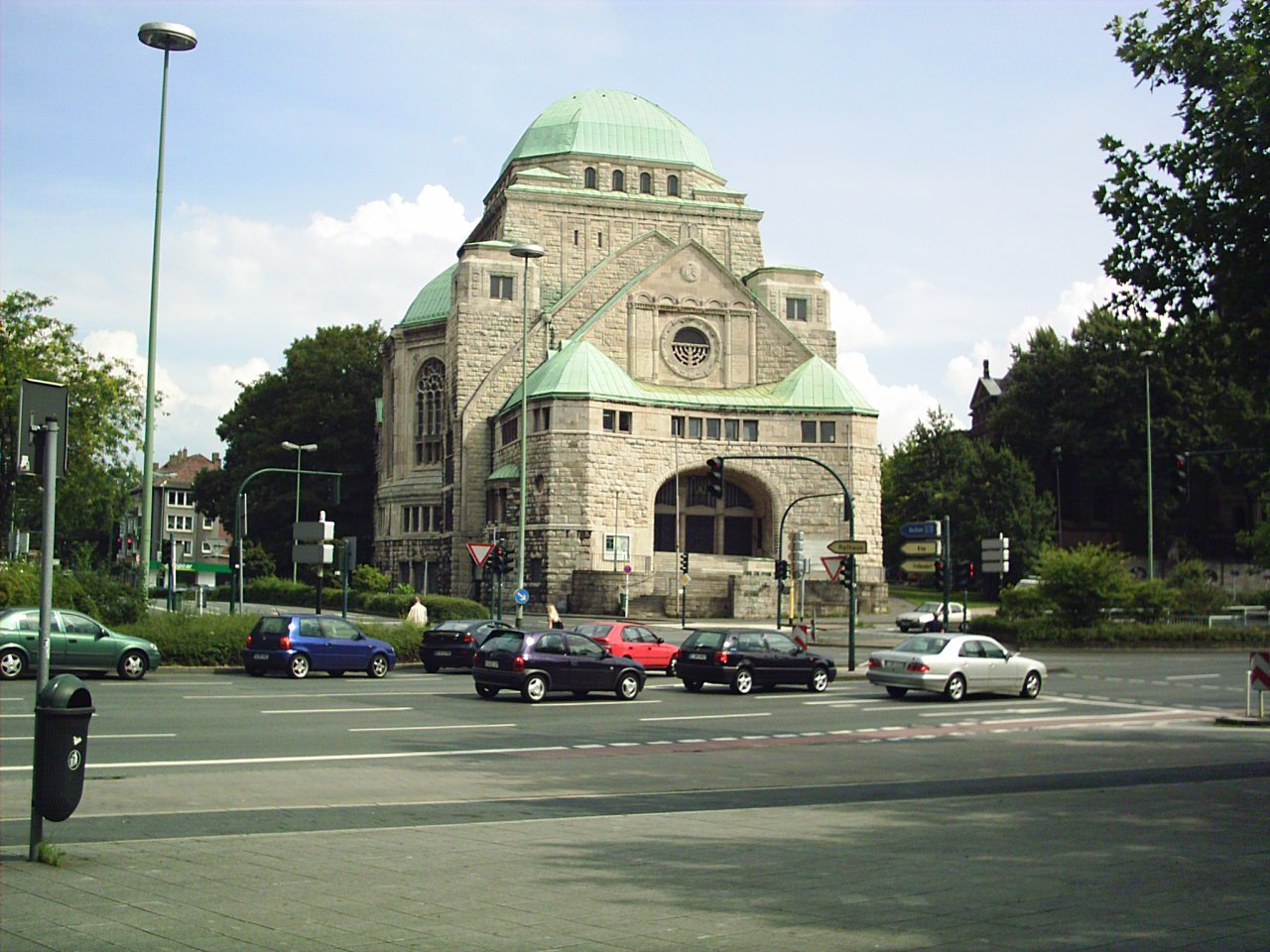
舊猶太會堂外側
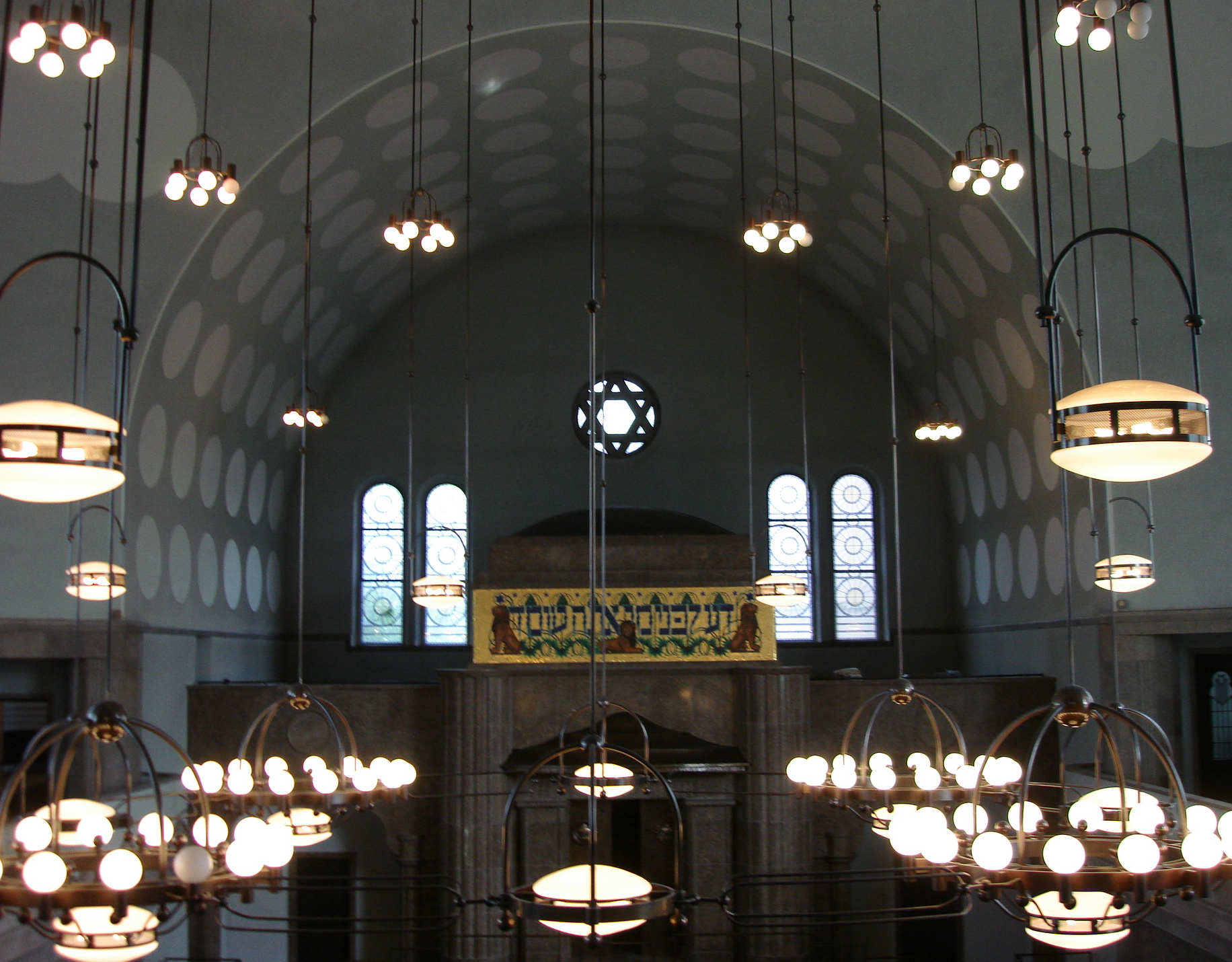
舊猶太會堂內側
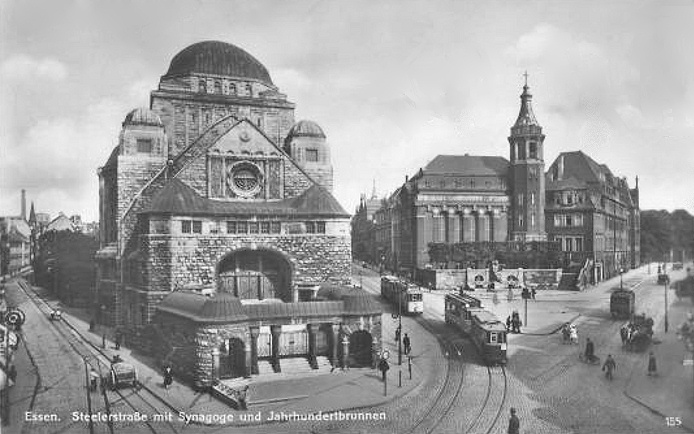
1922年時的舊猶太會堂，右側是和平教堂（Friedenskirche）
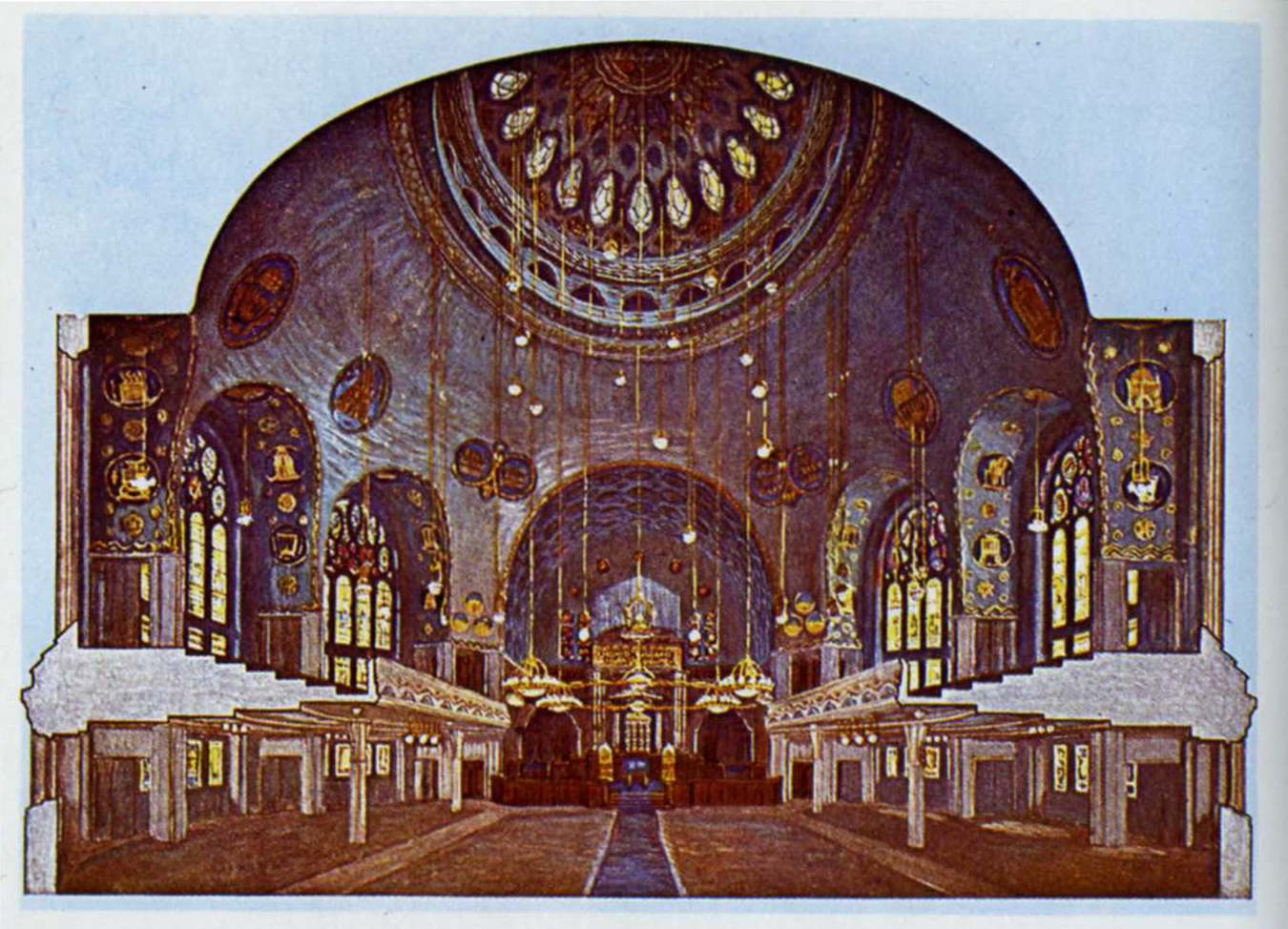
1913年時舊猶太會堂的內部裝飾

## 外部連結
- Alte Synagoge Essen website （页面存档备份，存于）—（德語）

51°27′23″N 7°01′00″E / 51.45639°N 7.01667°E